# 아리다촌
아리다촌(有田村)은 히로시마현 고누군에 설치되었던 촌이다. 현재의 미요시시에 해당한다.

## 역사
- 1889년 4월 1일 - 정촌제 시행에 의해 고누군 아리다촌이 단독으로 촌제를 시행해 아리다촌이 성립하였다.
- 1912년 10월 1일 - 다로마루촌, 지와촌, 야스다촌, 누쿠유촌과 합병, 가미카와촌이 신설해 폐지되었다.

## 참고문헌
- 角川日本地名大辞典 34 広島県
- 『市町村名変遷辞典』東京堂出版、1990年